# Orcio

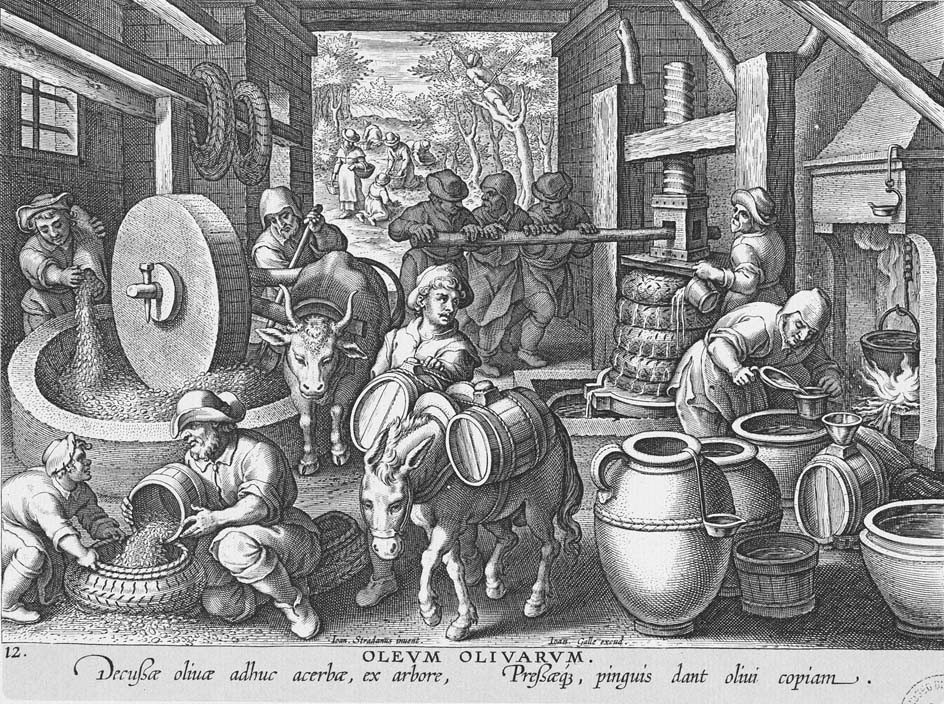
Orci (pluriel de orcio) sur une gravure (dessin de Giovanni Stradano) de la fin du XVIe siècle représentant une scène d'un moulin à huile.

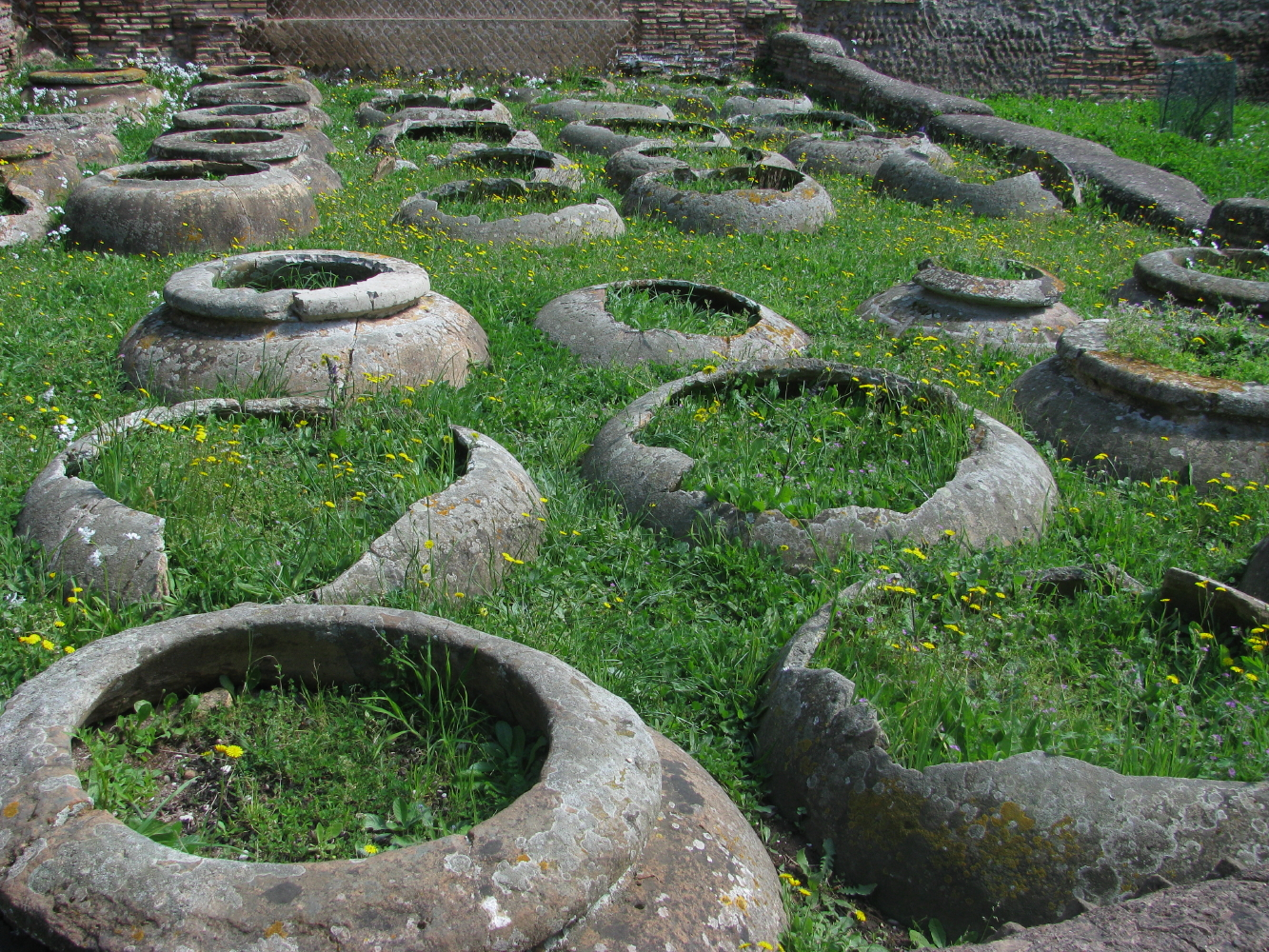
Vestiges d'un magasin à Ostie : orci à huile/vin enterrés.

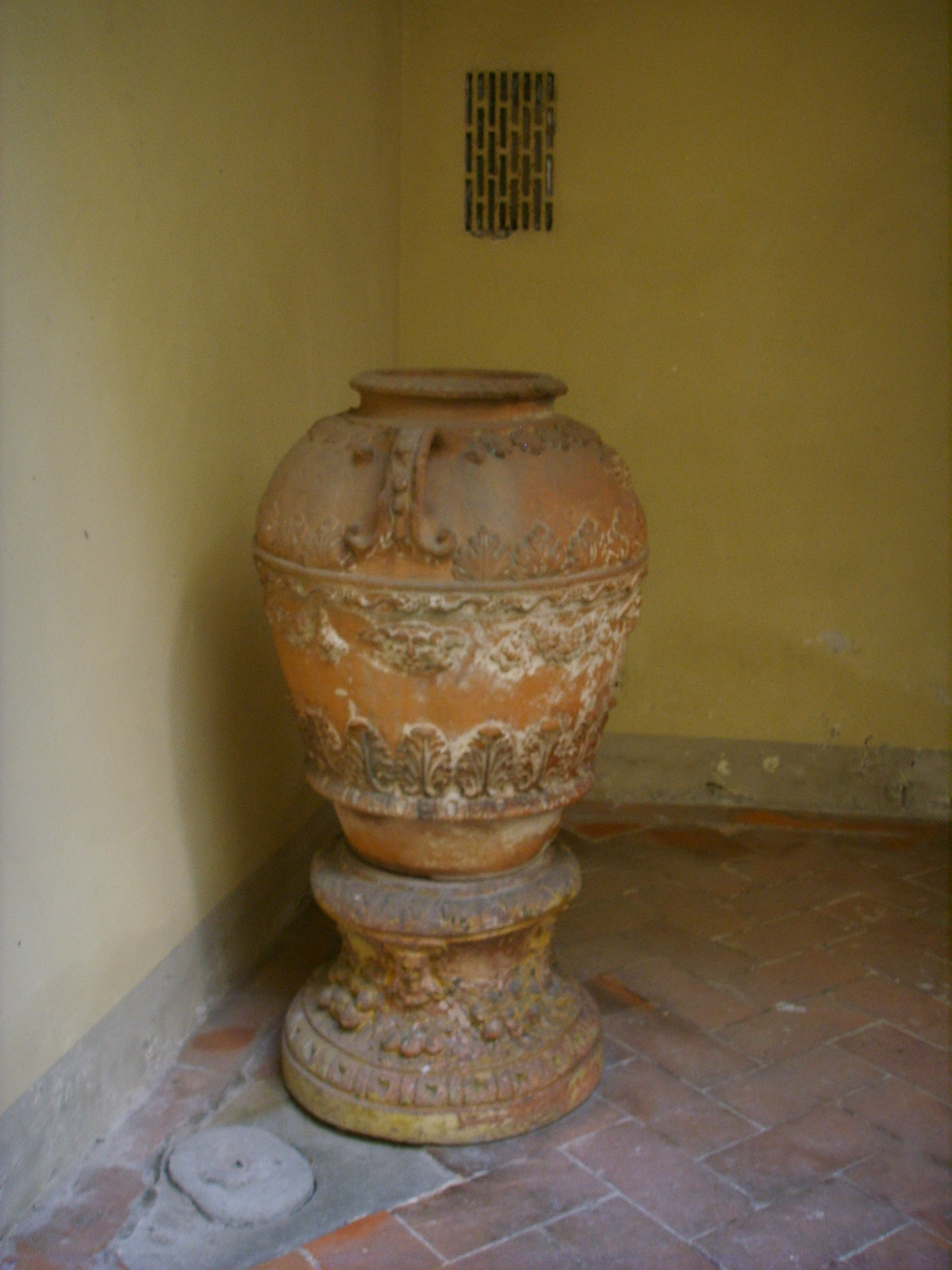
Orcio dans la cour du Palazzo Stiozzi Ridolfi, Florence.

L'orcio  (de lat. Urceus,,) est un terme utilisé principalement dans le centre de l'Italie pour désigner un pot en terre cuite,, réalisé entièrement à la main.
Autrefois, l'orcio était surtout utilisé pour conserver les liquides, en particulier de l'huile,, : généralement, il s'agissait de très grand récipient mais aussi de vases de dimensions plus réduites, le plus souvent utilisées comme brocs,. Le même terme indiquait également un vase de forme allongé avec une ou deux anses, avec un col cylindrique, et au fond un trou qui servait pour prélever le liquide contenu, dans ce cas généralement du vin.
L'orcio fait partie de la maison étrusque et, plus tard, durant l'Empire romain il est trouvé semi-enterré.
Grâce aux propriétés du galestro, un type d'argile qui le rend particulièrement résistant au intempéries, aujourd'hui, l'orcio s'emploie aussi dans l'aménagement de jardins.
En 1612, la première édition du vocabulaire de l'Accademia della Crusca définit l'orcio comme un vase en terre cuite, en général, pour garder de l'huile. Le terme orcio est aussi employé comme unité de mesure pour un volume  égal au douzième du cogno (it), soit 37,98 litres.